# ألكسندر بوبوفيتش (لاعب كرة قدم نمساوي)
ألكسندر بوبوفيتش (بالألمانية: Aleksandar Popović)‏ هو لاعب كرة قدم نمساوي في مركز الوسط، ولد في 2 نوفمبر 1983 في كلاغنفورت في النمسا. لعب مع النجم الأحمر بلغراد ونادي أولمبيا ليوبليانا ونادي فويفودينا ونادي كافالا.

## وصلات خارجية
- ألكسندر بوبوفيتش (لاعب كرة قدم نمساوي) على موقع قاعدة بيانات كرة القدم.إي يو (الإنجليزية)
- ألكسندر بوبوفيتش (لاعب كرة قدم نمساوي) على موقع Soccerway.com (الإنجليزية)
- ألكسندر بوبوفيتش (لاعب كرة قدم نمساوي) على موقع عالم كرة القدم.نت (الإنجليزية)